# Knjižnica Antona Sovreta Hrastnik
Knjižnica Antona Sovreta Hrastnik je osrednja splošna knjižnica s sedežem na Trgu Franca Kozarja 7, Hrastnik (Hrastnik).
Poimenovana je bila po Antonu Sovretu.